# 门户开放政策
门户开放政策（英語：Open Door Policy）是19世紀末至20世紀初的一種外交概念，它指出原则上所有的国家，在中国都享有平等的商业和工业贸易权，同时要求保持中國主权和领土完整。
门户开放政策最早来自英国的商务惯例，并且在鸦片战争后与清政府签订的条约中有所体现。尽管通常门户开放政策都与中国有關，但在1885年的柏林西非会议上，規定任何國家沒有在刚果河上征收关税的權力，也屬於門戶開放政策。 
作为一项劃分各列強在華利益的政策，门户开放政策首先由著名美國漢學家，時任美國駐華公使的柔克義構思。公元1898年的美西战争中，美军获胜，得到了西班牙王國的菲律宾群岛，在遠東的势力得到了加强。不過歐洲列強包括英、法、德、俄四國与日本已經瓜分大部分在華利益，作為一個新興、工業生產力已經逼近世界首強英國的國家，美国亦試圖擴大其在华商业利益，這可以解釋為何美國支持「門戶開放政策」，但這個政策顯然會損害其他列強的在華既得利益，尤其是英國，作為在華利益最大的國家，顯然是「門戶開放政策」的最大受害者，可以預期英國會成為該政策最大的絆腳石。
不過英國在這段時期正陷於布爾戰爭的泥淖，暴漲的軍費，令英國對於維持既有的殖民地開始力不從心，尤其是在遠東的利益，因而對門戶開放政策態度軟化，故此在公元1899年，美国国务卿海約翰取得英國對門戶開放政策的「諒解」，借此向各列強发布照会，要求保持中國的主权和领土完整，但作為妥協，美國仍會承認英法德俄日等國過往期間，在其各自势力范围内取得的特權。
起初列強們纷纷迴避海約翰的要求，並指出除非有其他國家帶頭遵守，它們才會作出支持「門戶開放政策」的承諾。可是到了1900年七月，海約翰宣布各国原则上同意了这项决定，不過各国仍然在铁路权，采矿权，贷款，对外贸易口岸等问题上，与中国持续不断地讨价还价。

## 门户开放政策的消亡

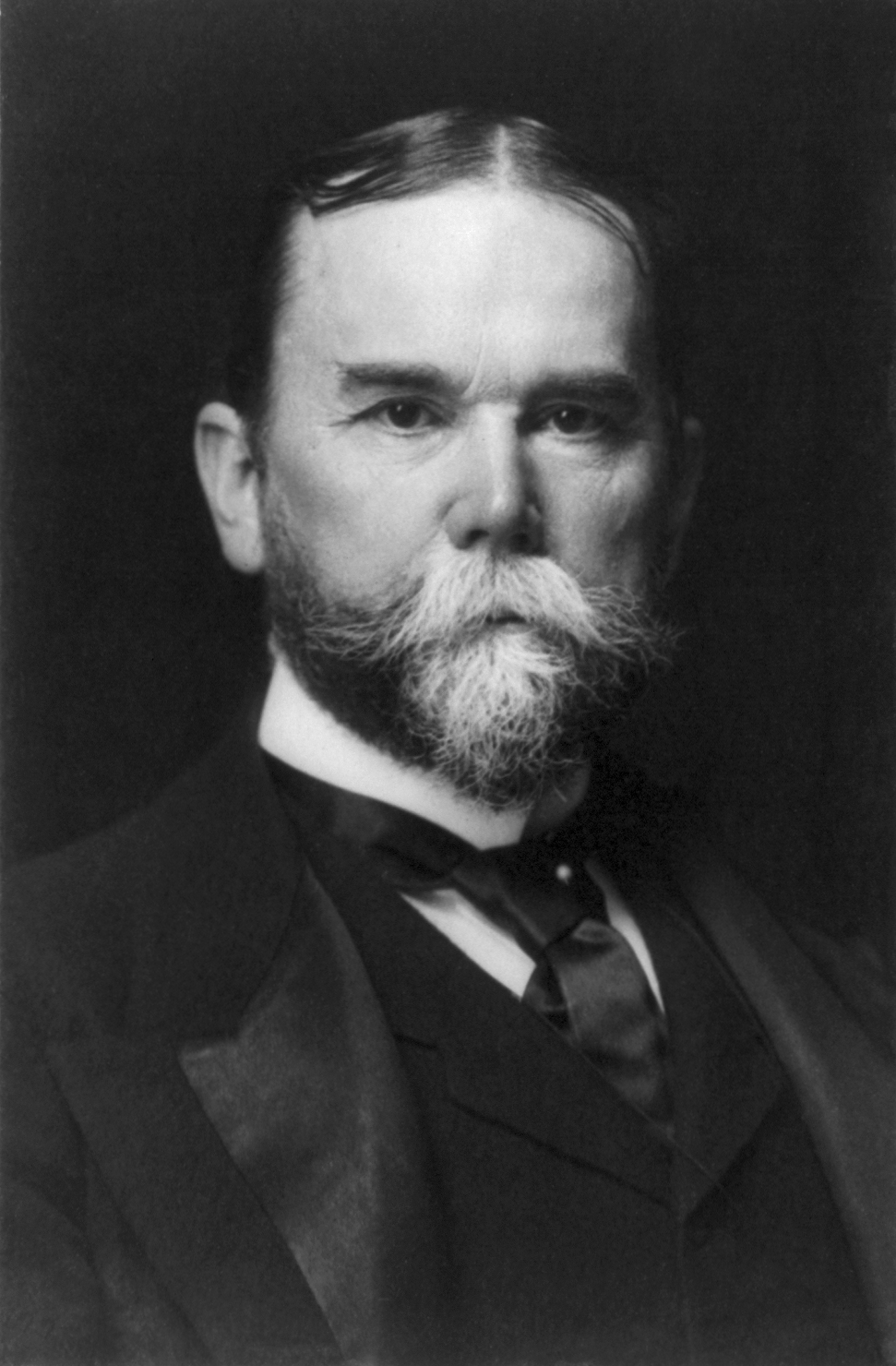
美國國務卿海約翰在英國支持下，宣布門戶開放政策，声称保持中國的主权和领土完整，各列強利益均沾，表面上避免了瓜分中國。

1902年，美国政府抗议俄國在义和团运动之后侵犯满洲，违反门户开放政策。当日本在1904至1905年的日俄战争獲勝后，在滿洲取得以前俄國在此的特殊權益，美国隨即要求日本作出承诺，维持各列強在满洲的機會平等。在金融上，美国努力维护门户开放政策，成立一个国际财团。中国的铁路贷款通过它实现各国货币之间的兑换。其中美国和日本雖然重申门户开放政策，但美国卻同時承认日本在华的特殊利益（藍辛-石井协定）。
第一次世界大戰期間，為說服日本加入協約國對德國宣戰，協約國不惜犧牲中國利益，主動提出讓日本繼承德國在山東省的特殊利益，這一系列秘密协议进一步减低了门户开放政策的约束力。
对门户开放政策的漠视是导致华盛顿会议召开的主要原因。此次会议签署了九国公约，公約再次确認通过门户开放政策，以维護中国形式上的领土完整。
然而，这一次由美国、英国、日本、法国，以及中国共同签署的协定並沒有任何的实施细则。 随着日本關東軍在1931年9月18日侵略满洲并建立起傀儡政权满洲国，门户开放政策也随之名存實亡。

## 延伸閱讀
- （英文）Esthus, Raymond A. "The Changing Concept of the Open Door, 1899-1910," Mississippi Valley Historical Review Vol. 46, No. 3 (Dec., 1959), pp. 435–454 in JSTOR

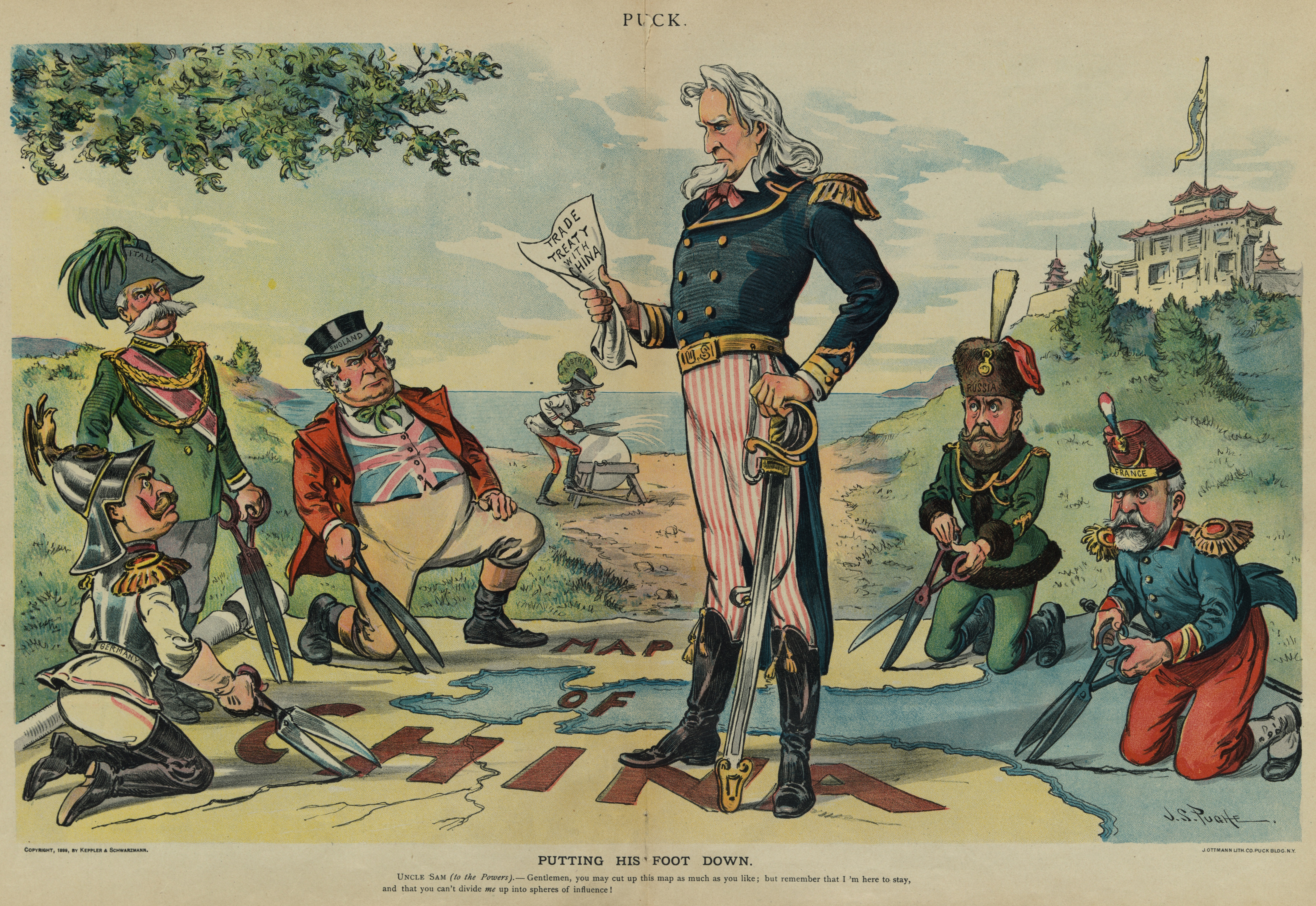
描绘美国门户开放政策的漫画，画面中山姆大叔拿着“与中国的贸易协定”站在中国地图上反对周围的各国瓜分中国

- （英文）Hu, Shizhang (1977). Stanley K. Hornbeck and the Open Door Policy, 1919-1937. Wayne State Univ Press. ISBN 0313293945.
- （英文）Joseph, Philip. Foreign diplomacy in China, 1894-1900 (1971)
- （英文）McKee, Delber (1977). Chinese Exclusion Versus the Open Door Policy, 1900-1906: Clashes over China Policy in the Roosevelt Era. Wayne State Univ Press. ISBN 0814315658.
- （英文）Otte, Thomas G. (2007). The China question: great power rivalry and British isolation, 1894-1905 . Oxford University Press. ISBN 978-0-19-921109-8.